# 科伊特-杜诺亚
科伊特-杜诺亚是巴西阿拉戈斯州的一个市镇。总面积88平方公里，总人口12669人，人口密度144人/平方公里。